# Jim Benzelock
James John Benzelock (Winnipeg, 21 giugno 1947) è un ex hockeista su ghiaccio canadese che nel corso della carriera militò nella World Hockey Association.

## Carriera
Benzelock giocò a livello giovanile per alcune stagioni nella WCJHL presso diverse squadre della sua città, Winnipeg. Al termine della stagione 1967-1968 dopo essersi messo in luce con i Monarchs venne selezionato durante l'NHL Amateur Draft in quinta posizione assoluta dai Minnesota North Stars.
Nella stagione 1968-1969 debuttò da professionista nell'organizzazione dei North Stars in Central Hockey League con i Memphis South Stars, mentre nella stagione successiva passò agli Iowa Stars. Benzelock continuò a giocare nelle leghe minori per altre due stagioni nella International Hockey League con i Dayton Gems.
Nel 1972 ebbe modo di esordire in una lega maggiore nella World Hockey Association dopo essere stato chiamato dagli Alberta Oilers, uno dei primissimi giocatori a firmare con la formazione canadese. Tuttavia già nel mese di dicembre cambiò formazione sempre all'interno della WHA e andò ai Chicago Cougars con cui raggiunse la finale di Avco World Trophy nella stagione 1973-74.
Concluse la sua carriera in WHA nella stagione 1975-76 dopo aver giocato con i Quebec Nordiques. Dopo una stagione di pausa ritornò a giocare per un ultimo anno in una lega minore canadese per poi ritirardi definitivamente nel 1978.